# Mark Simonitch

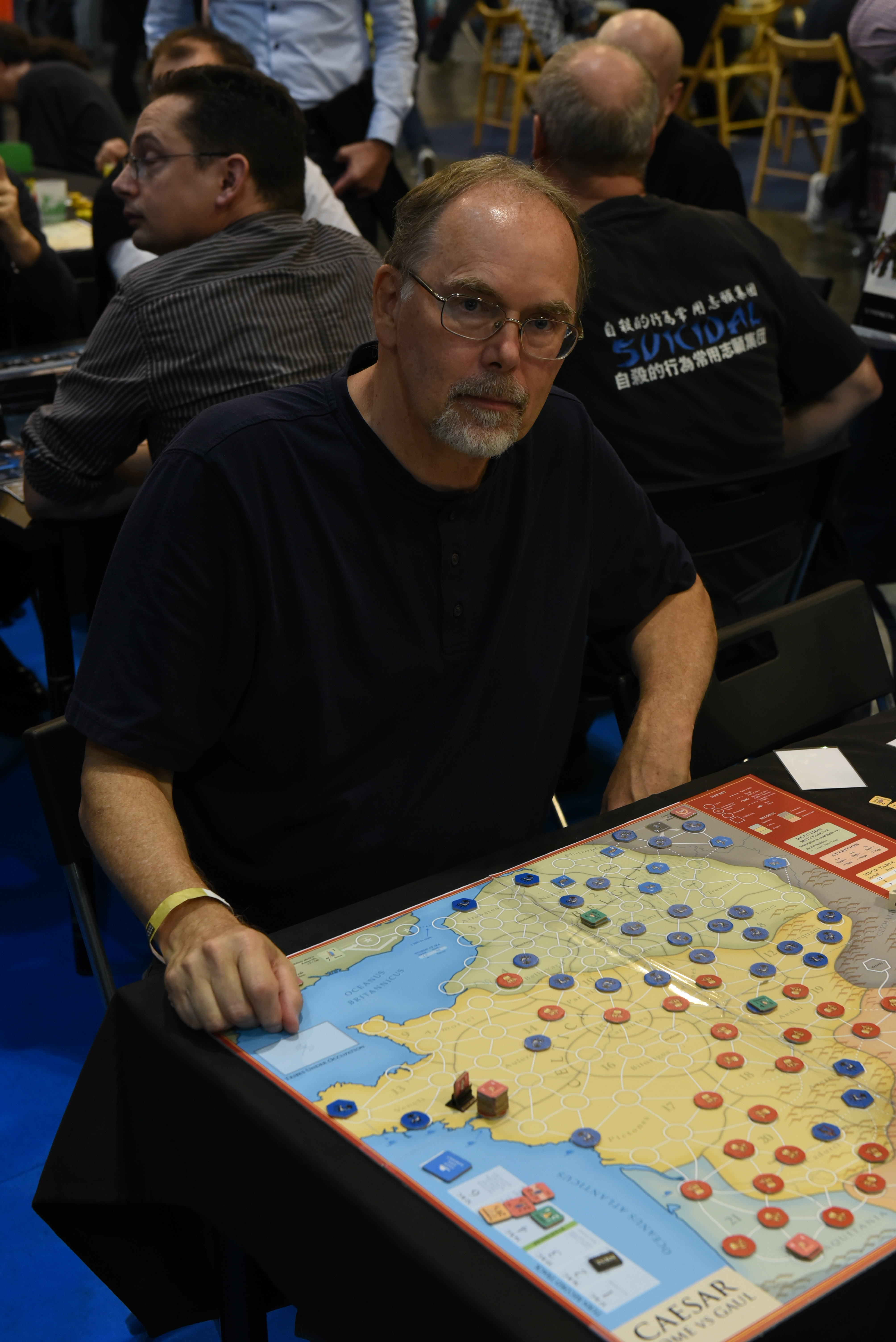
Mark Simonitch in Essen, 2017

Mark Simonitch (* 30. Dezember 1957) ist ein US-amerikanischer Spieleautor und -grafiker. Zu seinen bekanntesten Spielen gehören Hannibal: Rome vs. Carthage und Ardennes '44. In den 1990er Jahren war er Mitarbeiter bei Avalon Hill. Seitdem ist er für GMT Games tätig. Im Jahr 2002 wurde er in die Charles S. Roberts Awards Hall of Fame aufgenommen.

## Leben
Simonitch wuchs in Ross, Kalifornien auf und studierte an der California Polytechnic State University. Im Jahr 1966 begann er mit Konfliktsimulationen (Kosims) von Avalon Hill erstmals zu spielen. Von 1991 bis 1994 war er freischaffender Grafiker für verschiedene Publisher, unter anderem Strategy & Tactics, Command Magazine, GMT Games, 3W, and Avalanche Games. Er war an über hundert Wargames (Kosims) beteiligt, für die er Spielbretter und Counter entwarf. Während dieser Zeit startete er mit Rhino Game Company seinen eigenen Verlag und veröffentlichte drei Brettspiele. Im Frühling 1995 zog er nach Baltimore, Maryland, wo er bis 1997 für Avalon Hill tätig war. Seitdem arbeitet er für GMT Games als Grafikdesigner. Zu seinen bekanntesten Spielen gehören Hannibal: Rome vs. Carthage und Ardennes '44. Im Jahr 2002 wurde er in die Charles Roberts Awards Hall of Fame aufgenommen.

## Spiele
- 1991 The Legend Begins (Rhino Studios)
- 1992 Campaign to Stalingrad (Rhino Studios)
- 1994 Decision in France (Rhino Studios)
- 1996 Hannibal: Rome vs. Carthage (Avalon Hill)
- 1997 Successors (second edition) (Avalon Hill). With Richard H. Berg
- 2000 Ukraine '43 (GMT Games). With Tony Curtis
- 2003 Ardennes '44 (GMT Games)
- 2009 The Caucasus Campaign (GMT Games). With Joe Youst
- 2010 Normandy '44 (GMT Games)
- 2013 France '40 (GMT Games)
- 2015 The U.S. Civil War (GMT Games)
- 2017 Holland '44: Operation Market-Garden (GMT Games)
- 2017 Hannibal & Hamilcar (Asyncron Games)

## Auszeichnungen
Simonitch hat insgesamt 14 mal den Charles S. Roberts Award verliehen bekommen.
- 1990 Best Wargame Graphics, Kadesh, map (XTR Corporation)
- 1991 James F. Dunnigan Award for Playability & Design Winner, The Legend Begins (Rhino Games)
- 1992 Best Wargame Graphics, SPQR, map (GMT Games)
- 1993 Best Wargame Graphics, Lion of the North, map (GMT Games)
- 1994 Best Wargame Graphics, Battles of Waterloo, map (GMT Games)
- 2000 James F. Dunnigan Award for Playability & Design Winner, Ukraine '43 (GMT Games)
- 2000 Best World War Two Game, Ukraine '43 (GMT Games)
- 2001 Best Wargame Graphics, Wilderness War, map (GMT Games)
- 2002 Charles Roberts Awards Hall of Fame
- 2003 Best Wargame Graphics, Ardennes '44, map (GMT Games)
- 2005 Best Wargame Graphics, Empire of the Sun, map (GMT Games)
- 2007 Best Wargame Graphics, 1914: Twilight in the East, map (GMT Games)
- 2010 Best Wargame Graphics, Normandy '44, map (GMT Games)
- 2010 Best World War Two Game, Normandy '44 (GMT Games)